# Eleição presidencial na Argentina em 2011
A eleição presidencial na Argentina em 2011 foi decidida em primeiro turno no dia 23 de outubro.
A então presidente Cristina Fernández de Kirchner foi reeleita com mais de 54% dos votos, e por uma diferença de mais de 37 pontos (37,30%) contra o candidato da Frente Ampla Progressista, Hermes Binner. Desta forma, Cristina se tornou a primeira mulher reeleita na América, tendo obtido o maior número e porcentagem de votos em uma eleição desde o retorno da democracia argentina em 1983, e a segunda maior vantagem histórica, apenas 0,13% abaixo da vitória de Juan Domingo Perón em 1973.

## Contexto político

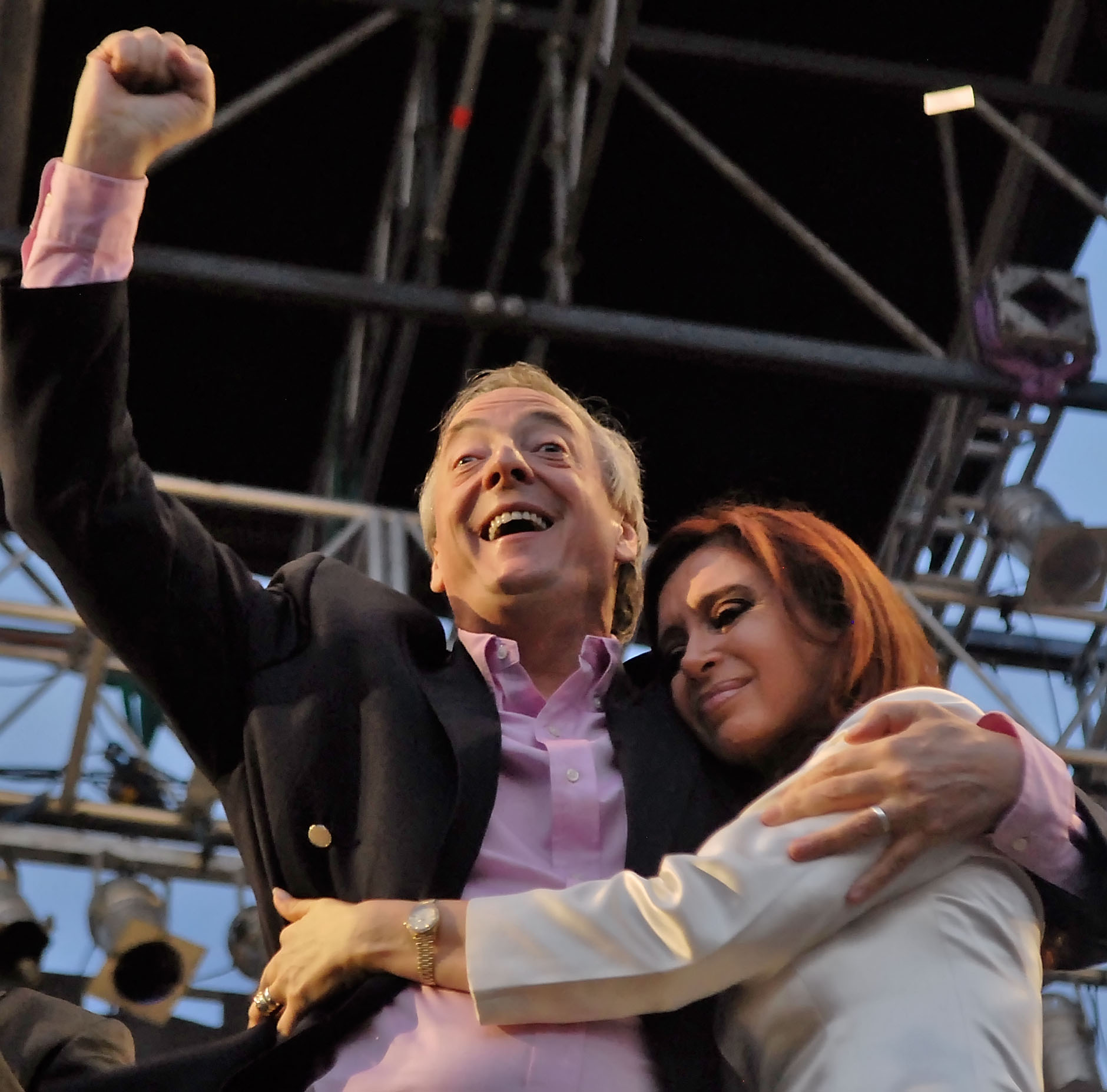
Néstor e Cristina Kirchner comemorando os resultados eleitorais da eleição de 2007.

A crise econômica que a Argentina enfrentou em 2001 culminou em massacres com dezenas de mortos, e no default da dívida externa. Essa crise produziu um revés generalizado, que colocou a Argentina em risco de dissolução e guerra civil. Em 2002, a pobreza subiu para 56% e o desemprego se elevou para 30%, níveis sem precedentes na Argentina moderna. A classe média foi reduzida pela metade e marginalidade social, propagada. A política entrou em uma profunda crise, resumida pela frase de ordem "¡Que se vayan todos!".
Sob estas condições se realizaram as eleições presidenciais de 2003. Néstor Kirchner, o governador da província de Santa Cruz, no extremo-sul, e o ex-presidente Carlos Menem venceram o primeiro turno. Com a renúncia de Menem durante o segundo turno,  Kirchner foi eleito presidente com 22% dos votos, o menor obtido por um presidente na história argentina. É assim que se inicia o que mais tarde seria conhecido como Kirchnerismo, também identificado como a letra "K".
Em 2007, Cristina Fernández de Kirchner é eleita presidente e sucede o marido na presidência do país. O plano seria lançar Néstor Kirchner novamente em 2011, o que foi impossibilitado com sua morte em 2010.

## Processo eleitoral
Pela legislação eleitoral vigente no país, para ser eleito presidente no primeiro turno o candidato deve obter pelo menos 45% dos votos válidos ou 40% e uma liderança de 10% em relação ao segundo colocado. A posse do presidente eleito foi programada para o dia 10 de dezembro. Simultaneamente com a eleição presidencial, os eleitores elegeram pouco mais da metade dos assentos da Câmara dos Deputados, um terço do Senado, dezenove vagas no Parlamento do Mercosul e onze governos provinciais. Além disso, ao longo do ano, também ocorreram as eleições para o governo de outras doze províncias e o da capital federal Buenos Aires.
A Argentina não possui uma Justiça Eleitoral, e as eleições são conduzidas pela Direção Nacional Eleitoral (DNE), um órgão pertencente ao Ministério do Interior. Os candidatos ocupantes de cargos públicos não precisam se desvincular para concorrer nas eleições, e é comum propagandas eleitorais em prédios oficiais e repartições públicas. Para as eleições deste ano, a DNE determinou, pela primeira vez, que os candidatos expliquem seus gastos de campanha através de uma lista detalhada de seus gastos e da origem do dinheiro. O financiamento público de campanhas é escasso, e a maior parte dos recursos das campanhas são provenientes de empresários simpatizantes dos candidatos. O limite de gastos para uma campanha presidencial é de 254 milhões de pesos argentinos.
O sistema eleitoral argentino permite que os partidos formem coligações. Cada coligação poderia apresentar mais do que uma chapa presidencial, mas apenas a que obtivesse mais votos na primária prosseguiria para o primeiro turno. As Primárias Abertas, Simultâneas e Obrigatórias (PASO) foram criadas em 2009 e entraram em vigor pela primeira vez nas eleições gerais de 2011. Para ser candidato no primeiro turno, um candidato, ou sua coligação, deve obter pelo menos 1,50% dos votos válidos. As primárias servem para reduzir o número de candidatos ao primeiro turno, que, historicamente, era alto, sendo este um reflexo de um sistema partidário fragmentado.
Segundo a Câmara Nacional Eleitoral, estão habilitados para votar 32.064.323 eleitores. Com 11,8 milhões de eleitores (ou 37% do total), a província de Buenos Aires é o colégio eleitoral mais importante. Os cidadãos residentes no exterior inscritos, estimados em cerca de quarenta mil, também estão habilitados para votar em seções eleitorais distribuídas em setenta países. No país, o voto é obrigatório dos dezoito aos setenta anos, e facultativo a partir dos setenta e dos dezesseis aos dezoito anos de idade.

## Candidaturas

### Lista dos candidatos
| Cor | Foto | Nome                  | Idade | Coligação                 | Espectro político | Último cargo público                                               | Vice                  | Refs          |
|     |      | Cristina Kirchner     | 58    | Frente para a Vitória     | Centro-esquerda   | Presidente da Argentina (2007–2015)                                | Amado Boudou          | [ 16 ]        |
|     |      | Hermes Binner         | 68    | Frente Ampla Progressista | Centro-esquerda   | Governador da Província de Santa Fe (2007–2011)                    | Norma Morandini       | [ 17 ]        |
|     |      | Ricardo Alfonsín      | 59    | União Cívica Radical      | Centro-direita    | Deputado Nacional pela Província de Buenos Aires (2009–atualmente) | Javier González Fraga | [ 18 ] [ 19 ] |
|     |      | Alberto Rodríguez Saá | 64    | Compromiso Federal        | Centro-direita    | Senador por San Luis (2005–atualmente)                             | José María Vernet     | [ 20 ]        |
|     |      | Eduardo Duhalde       | 70    | União Popular             | Centro            | Presidente da Argentina (2002–2003)                                | Mário Neves           | [ 21 ]        |
|     |      | Elisa Carrió          | 54    | Coalização Cívica         | Direita           | Deputada Nacional pela Cidade de Buenos Aires (2005–atualmente)    | Adrián Perez          | [ 22 ] [ 23 ] |

## Pesquisas de intenção de votos
| Data    | Instituto responsável       | Cristina Fernández de Kirchner | Ricardo Alfonsín | Eduardo Duhalde | Alberto Rodríguez Saá | Elisa Carrió | Hermes Binner | Jorge Altamira |
| ------- | --------------------------- | ------------------------------ | ---------------- | --------------- | --------------------- | ------------ | ------------- | -------------- |
| 10/2010 | OPSM/Zuleta Puceiro         | 35.7%                          | 16.0%            | -               | -                     | -            | -             | -              |
| 10/2010 | Ibarómetro                  | 44.5%                          | -                | 8.1%            | -                     | -            | -             | -              |
| 11/2010 | Poliarquía Consultores      | 48.0%                          | 19.0%            | -               | -                     | -            | -             | -              |
| 12/2010 | Consultora eQuis            | 44.0%                          | 6.1%             | 5.3%            | -                     | -            | -             | -              |
| 12/2010 | Consultora Analogías        | 42.3%                          | 17.0%            | -               | -                     | -            | -             | -              |
| 01/2011 | OPSM/Zuleta Puceiro         | 34.0%                          | 14.0%            | 5.0%            | -                     | -            | -             | -              |
| 01/2011 | Ibarómetro                  | 40.0%                          | 12.1%            | 10.4%           | -                     | -            | -             | -              |
| 02/2011 | Management & Fit            | 27.1%                          | 6.6%             | 4.3%            | -                     | -            | -             | -              |
| 04/2011 | CEOP                        | 45.9%                          | 10.6%            | 6.8%            | -                     | 3.3%         | -             | -              |
| 04/2011 | OPSM/Zuleta Puceiro         | 37.2%                          | 14.3%            | 6.6%            | -                     | 7.2%         | -             | -              |
| 05/2011 | Ricardo Rouvier y Asociados | 49.8%                          | 22.3%            | 6.6%            | 6.0%                  | 4.8%         | -             | -              |
| 05/2011 | Ibarómetro                  | 44.6%                          | 12.0%            | -               | 9.0%                  | -            | -             | -              |
| 06/2011 | CEOP                        | 48.2%                          | 12.8%            | 7.5%            | 5.5%                  | 5.9%         | 4.3%          | -              |
| 06/2011 | Management & Fit            | 33.4%                          | 15.3%            | 5.8%            | 7.0%                  | 4.0%         | 5.1%          | -              |
| 06/2011 | CEOP                        | 49.8%                          | 10.5%            | 9.2%            | 5.2%                  | 4.8%         | 6.5%          | -              |
| 06/2011 | Opinión Autenticada         | 38.7%                          | 18.9%            | 15.1%           | 3.9%                  | 5.2%         | 4.7%          | -              |
| 08/2011 | Opinión Autenticada         | 38.1%                          | 19.7%            | 13.1%           | -                     | -            | -             | -              |
| 08/2011 | Graciela Römer & Asociados  | 40.4%                          | 15.9%            | 9.9%            | 4.1%                  | 5.5%         | 6.3%          | -              |
| 08/2011 | OPSM/Zuleta Puceiro         | 41.6%                          | 20.4%            | 8.2%            | 4.8%                  | 3.0%         | 5.2%          | -              |
| 08/2011 | Management & Fit            | 41.0%                          | 19.6%            | 14.3%           | 7.2%                  | 5.1%         | 7.1%          | -              |
| 08/2011 | Consultora eQuis            | 46.6%                          | 15.2%            | 6.6%            | 5.8%                  | 3,2%         | 7.1%          | 0.9%           |
| 08/2011 | Consultora eQuis            | 52.1%                          | 8.2%             | 7.6%            | 9.9%                  | 1.4%         | 13.4%         | 1.7%           |
| 09/2011 | Consultora eQuis            | 53.1%                          | 9.2%             | 8.3%            | 10.8%                 | 1.0%         | 16.4%         | 1.2%           |
| 09/2011 | Nueva Comunicación          | 51.7%                          | 7.6%             | 9.1%            | 8.8%                  | 1.5%         | 15.8%         | 1.7%           |
| 09/2011 | Hugo Haime y Asociados      | 53.1%                          | 12.6%            | 10.5%           | 5.6%                  | 1.6%         | 15.2%         | 1.5%           |
| 10/2011 | OPSM                        | 51.0%                          | 10.9%            | 6.4%            | 9.5%                  | 3.9%         | 15.5%         | 2.8%           |
| 10/2011 | Consultora eQuis            | 55.4%                          | 8.2%             | 6.8%            | 11.2%                 | 1.5%         | 15.6%         | 1.4%           |
| 10/2011 | Aresco                      | 52.8%                          | 9.9%             | 8.1%            | 9.8%                  | 3.2%         | 12.2%         | 4.0%           |
| 10/2011 | Giacobbe & Asociados        | 53.1%                          | 9.1%             | 7.9%            | 10.2%                 | 3.1%         | 16.6%         | 3.1%           |
| 10/2011 | CEOP                        | 49.1%                          | 10.8%            | 8.2%            | 6.9%                  | 2.0%         | 12.0%         | 0.8%           |

## Resultados

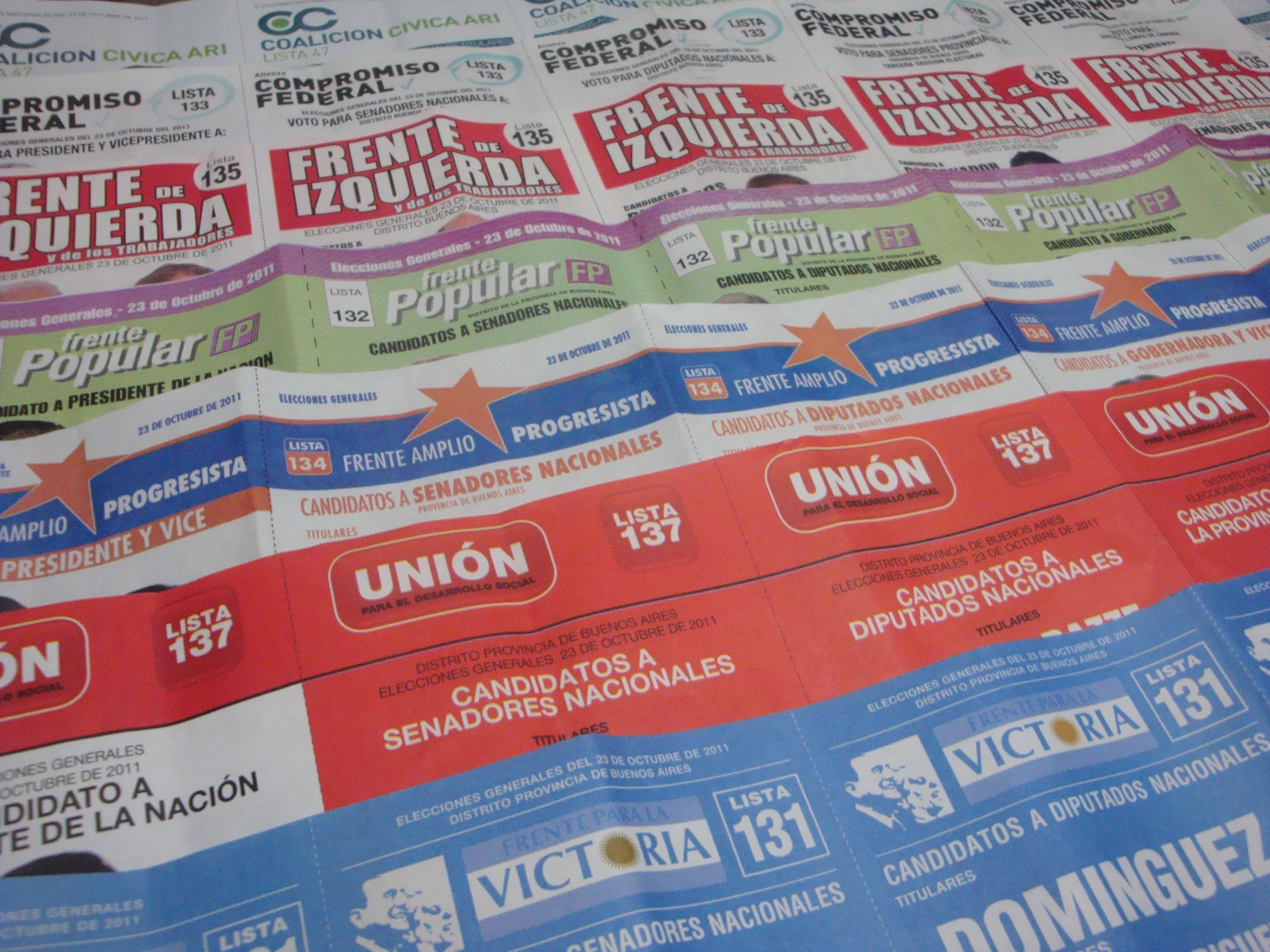
Cédulas usadas na eleição.

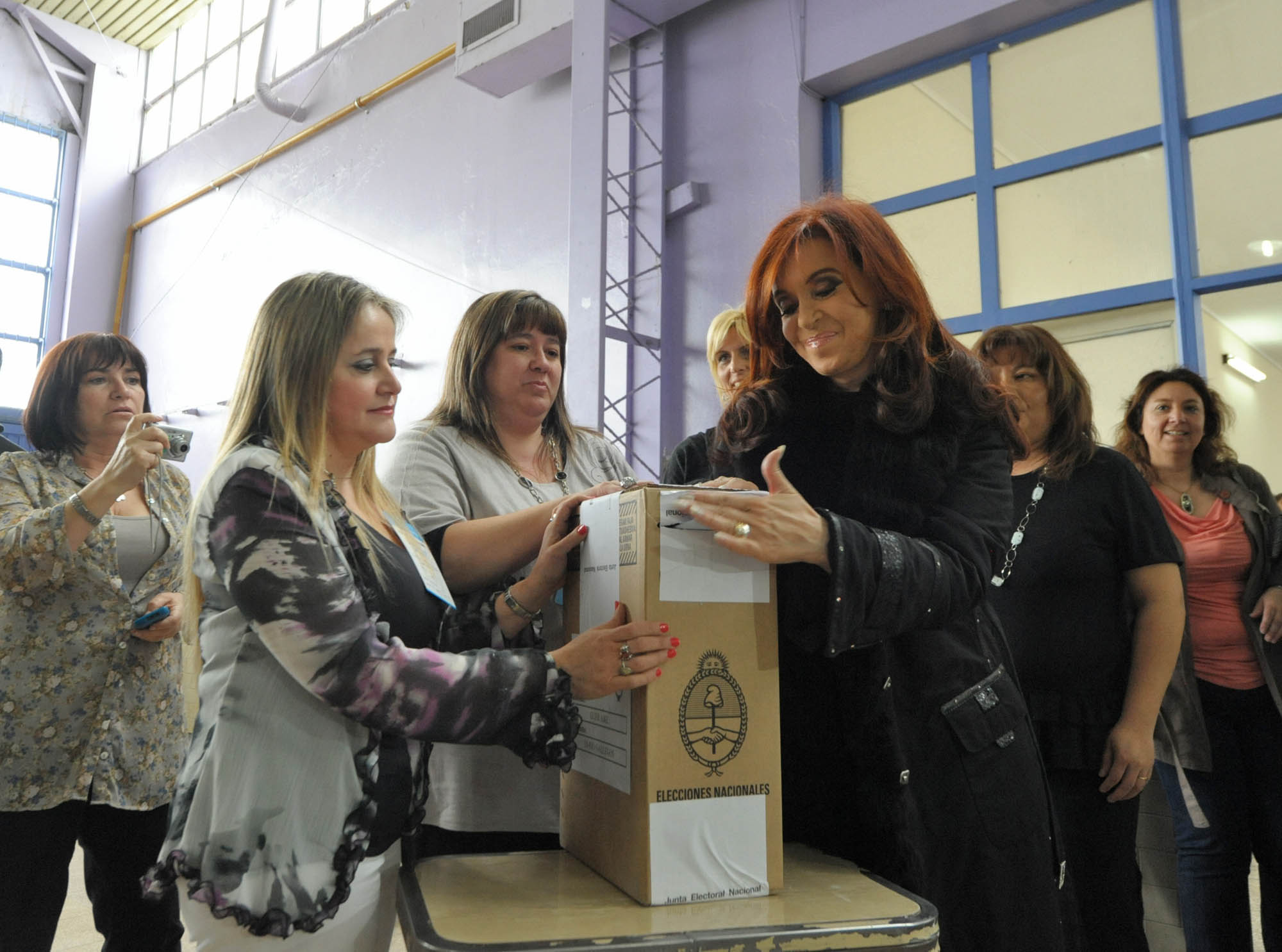
A presidente Cristina votando em Río Gallegos.

| Candidatos       | Candidatos            | Candidatos            | Partido                   | Partido          | Resultados | Resultados      |
| Candidatos       | Candidatos            | Candidatos            | Partido                   | Partido          | Votos      | %               |
| ---------------- | --------------------- | --------------------- | ------------------------- | ---------------- | ---------- | --------------- |
|                  | Cristina Kirchner     | Amado Boudou          | Frente para a Vitória     | FpV              | 11.863.054 | 54,11 / 100,00  |
|                  | Hermes Binner         | Norma Morandini       | Frente Ampla Progressista | FAP              | 3.683.660  | 16,81 / 100,00  |
|                  | Ricardo Alfonsín      | Javier González Fraga | União Cívica Radical      | UCR              | 2.395.056  | 11,14 / 100,00  |
|                  | Alberto Rodríguez Saá | José María Vernet     | Compromisso Federal       | CF               | 1.714.385  | 7,96 / 100,00   |
|                  | Eduardo Duhalde       | Mário Neves           | União Popular             | UP               | 1.264.609  | 5,86 / 100,00   |
|                  | Jorge Altamira        | Christian Castillo    | Frente de Esquerda        | FIT              | 497.082    | 2,30 / 100,00   |
|                  | Elisa Carrió          | Adrián Pérez          | Coalizão Cívica           | CC-ARI           | 396.171    | 1,82 / 100,00   |
|                  |                       |                       |                           |                  |            |                 |
| Votos válidos    | Votos válidos         | Votos válidos         | Votos válidos             | Votos válidos    | 21.484.844 | 95,94 / 100,00  |
| Votos brancos    | Votos brancos         | Votos brancos         | Votos brancos             | Votos brancos    | 678.724    | 3,03 / 100,00   |
| Votos nulos      | Votos nulos           | Votos nulos           | Votos nulos               | Votos nulos      | 206.030    | 0,92 / 100,00   |
| Votos impugnados | Votos impugnados      | Votos impugnados      | Votos impugnados          | Votos impugnados | 23.921     | 0,11 / 100,00   |
| Total            | Total                 | Total                 | Total                     | Total            | 22.392.519 | 100,00 / 100,00 |
|                  |                       |                       |                           |                  |            |                 |
| Participação     | Participação          | Participação          | Participação              | Participação     | 22.392.519 | 77,58 / 100,00  |
| Abstenção        | Abstenção             | Abstenção             | Abstenção                 | Abstenção        | 6.474.605  | 22,42 / 100,00  |
| Eleitorado       | Eleitorado            | Eleitorado            | Eleitorado                | Eleitorado       | 28.867.124 | 100,00 / 100,00 |
| Fonte:           |                       |                       |                           |                  |            |                 |